# Nokia 6010
Il Nokia 6010 è un telefono cellulare prodotto dall'azienda finlandese Nokia e messo in commercio nel 2004.

## Caratteristiche
- Dimensioni: 118 x 49 x 21 mm
- Massa: 112 g
- Risoluzione display: 96 x 65 pixel a 4 096 colori
- Durata batteria in conversazione: 5 ore
- Durata batteria in standby: 240 ore (10 giorni)
- Memoria: 300 KB